# Economía de Guyana
La economía de Guyana es una de las de más rápido crecimiento del mundo, con un crecimiento del producto interno bruto (PIB) del 19,9 % en 2021. En 2023, Guyana tenía un producto interno bruto per cápita (paridad de poder adquisitivo) de 60.648 dólares y un crecimiento promedio del PIB del 4,2% con respecto a la década anterior. La economía de Guyana se transformó en 2015 con el descubrimiento de un campo petrolero en alta mar en aguas del país a unas 120 millas de Georgetown. La primera extracción de petróleo crudo de calidad comercial se llevó acabó en diciembre de 2019 para llevar al extranjero para su refinación.

## Perpectivas
Desarrollado en conjunto con el Banco Mundial y el Fondo Monetario Internacional (FMI), un programa de recuperación económica redujo significativamente el papel del gobierno en la economía, alentó la inversión extranjera, permitió al gobierno saldar todos sus atrasos en el pago de préstamos a gobiernos extranjeros y a las instituciones multilaterales. Y propició la venta de 15 de las 41 empresas públicas. También se privatizaron la empresa de telefonía móvil y los activos de las industrias maderera, arrocera y pesquera. Se contrataron corporaciones internacionales para gestionar la enorme empresa azucarera estatal, GuySuCo, y la mina estatal de bauxita más importante. A una empresa estadounidense se le permitió abrir una mina de bauxita y a dos empresas canadienses se le permitió desarrollar la mina de oro a cielo abierto más grande de América del Sur. Sin embargo, los esfuerzos por privatizar las dos empresas mineras de bauxita de propiedad estatal, Berbice Mining Company y Linden Mining Company, hasta ahora no han tenido éxito.
Se eliminaron la mayoría de los controles de precios, se mejoraron las leyes que afectaban a la minería y la exploración petrolera y se anunció una política de inversiones receptiva a la inversión extranjera. Se promulgaron reformas fiscales diseñadas para promover las exportaciones y la producción agrícola en el sector privado.

### Deuda
Desde 1986, Guyana ha recibido todo su suministro de trigo de los Estados Unidos en condiciones favorables en el marco del programa PL 480 Alimentos para la Paz. Ahora se suministra mediante subvención. Los ingresos guyaneses generados por la venta del trigo se utiliza para fines acordados por los gobiernos de Estados Unidos y Guyana. Como ocurre con muchos países en desarrollo, Guyana está muy endeudada. La reducción de la carga de la deuda ha sido una de las principales prioridades de la actual administración. En 1999, a través de las "condiciones de Lyon" del Club de París y la iniciativa de los Países pobres muy endeudados (PPME), Guyana logró negociar 256 millones de dólares en condonación de deuda.
Al calificar para recibir asistencia HIPC, por primera vez Guyana pasó a ser elegible para una reducción de su deuda multilateral. Aproximadamente la mitad de la deuda de Guyana se debe a los bancos multilaterales de desarrollo y el 20% a su vecina Trinidad y Tobago, que hasta 1986 fue su principal proveedor de productos petrolíferos. Casi toda la deuda con el gobierno estadounidense ha sido perdonada. A finales de 1999, las reservas internacionales netas ascendían a 123,2 millones de dólares, frente a 254 millones de dólares en 1994. Sin embargo, las reservas internacionales netas habían repuntado a 174,1 millones de dólares en enero de 2001.
La extremadamente alta carga de la deuda de Guyana con los acreedores extranjeros ha significado una disponibilidad limitada de divisas y una capacidad reducida para importar materias primas, repuestos y equipos necesarios, reduciendo así aún más la producción. El aumento de los costos mundiales del combustible también contribuyó a la disminución de la producción del país y al creciente déficit comercial. La caída de la producción ha aumentado el desempleo. Aunque no existen estadísticas fiables, se estima que el desempleo y el subempleo combinados rondan el 30%.
La emigración, principalmente a Estados Unidos y Canadá, sigue siendo sustancial. Se estimó que la emigración neta en 1998 fue de alrededor del 1,4 por ciento de la población, y en 1999, esta cifra ascendió al 1,2 por ciento. Después de años de una economía dominada por el Estado, los mecanismos para la inversión privada, nacional o extranjera, todavía están evolucionando. El cambio de una economía controlada por el Estado a un sistema económico principalmente mixto comenzó bajo la administración de Desmond Hoyte y continuó bajo gobiernos PPP/CIVIC. La actual administración del Partido Progresista reconoce la necesidad de inversión extranjera para crear empleos, mejorar las capacidades técnicas y generar bienes para la exportación.
El mercado de divisas se liberalizó completamente en 1991 y actualmente se comercializan divisas libremente y sin restricciones. El tipo de cambio está sujeto a cambios diarios, pero el dólar de Guyana se ha depreciado un 17,6 por ciento entre 1998 y 2000 y puede depreciarse aún más en espera de que se estabilice el período postelectoral.

## Historia Económica

### Mano de obra europea para asentamientos y plantaciones
Los holandeses fueron los primeros en establecerse en Guyana en el siglo XVII, comerciando con los amerindios y estableciendo plantaciones. Pronto se descubrió que el suelo y el clima eran ideales para el cultivo de caña de azúcar y se trajeron esclavos de África para trabajar en estas plantaciones. Las colonias de las Guayanas fueron fusionadas y incorporadas al imperio británico. Cuando se abolió la esclavitud, se trajo una nueva ola de mano de obra desde la India como sirvientes contratados. La política estaba en gran medida controlada por poderosos propietarios de plantaciones. Los portugueses y chinos también llegaron al país como mano de obra agrícola, pero finalmente se establecieron en sus propias industrias de servicios específicas.

### Nacionalizaciones
Cuando Guyana se independizó del dominio británico, hubo una gran necesidad de garantizar que la economía fuera de propiedad local después de siglos de participación extranjera. Las políticas socialistas eran de gran interés en ese momento, y casi todos los sectores de la industria fueron nacionalizados durante la presidencia de Forbes Burnham en la década de 1970, con nuevas agencias establecidas para apoyar a los pobres y a la clase trabajadora. Inicialmente, la inversión gubernamental logró contribuir al crecimiento, pero carecía de capacidad de gestión y era débil frente a los precios y la competencia mundiales de las materias primas. Los conflictos económicos y políticos iban de la mano y la población disminuyó debido a las resultantes oleadas de emigración.

### Apertura de mercados
La economía logró avances espectaculares después del programa de recuperación económica del presidente Desmond Hoyte de 1989. Como resultado, el PIB de Guyana aumentó un 6 por ciento en 1991, tras 15 años de caída. El crecimiento estuvo constantemente por encima del seis por ciento hasta 1995, cuando cayó al 5,1 por ciento. El gobierno informó que la economía creció a una tasa del 7,9 por ciento en 1996, del 6,2 por ciento en 1997 y cayó un 1,3 por ciento en 1998. La tasa de crecimiento en 1999 fue del tres por ciento. La tasa de crecimiento no oficial en 2005 fue del 0,5 por ciento. En 2006, era del 3,2%.

## Principales sectores económicos
El petróleo, la agricultura y la minería son las actividades económicas más importantes de Guyana; el azúcar, la bauxita, el arroz y el oro representan entre el 70 y el 75 por ciento de los ingresos por exportaciones. Sin embargo, el sector del arroz experimentó una disminución en 2000, con una disminución de los ingresos de exportación del 27 por ciento durante el tercer trimestre de 2000. Las exportaciones de camarón de océano, que se vieron fuertemente afectadas por una prohibición de importación de un mes a los Estados Unidos en 1999, representaron sólo el 3,5 por ciento. por ciento de los ingresos totales por exportaciones ese año. Las exportaciones de camarón se recuperaron en 2000 y representaron el 11 por ciento de los ingresos por exportaciones hasta el tercer trimestre de 2000. Otras exportaciones incluyen madera, diamantes, prendas de vestir, ron y productos farmacéuticos. El valor de estas otras exportaciones está aumentando.

### Infraestructura
La infraestructura se concentra principalmente en la costa y existe dificultad para construir industrias en el interior debido a las limitaciones de acceso y generación de energía.

### Agricultura

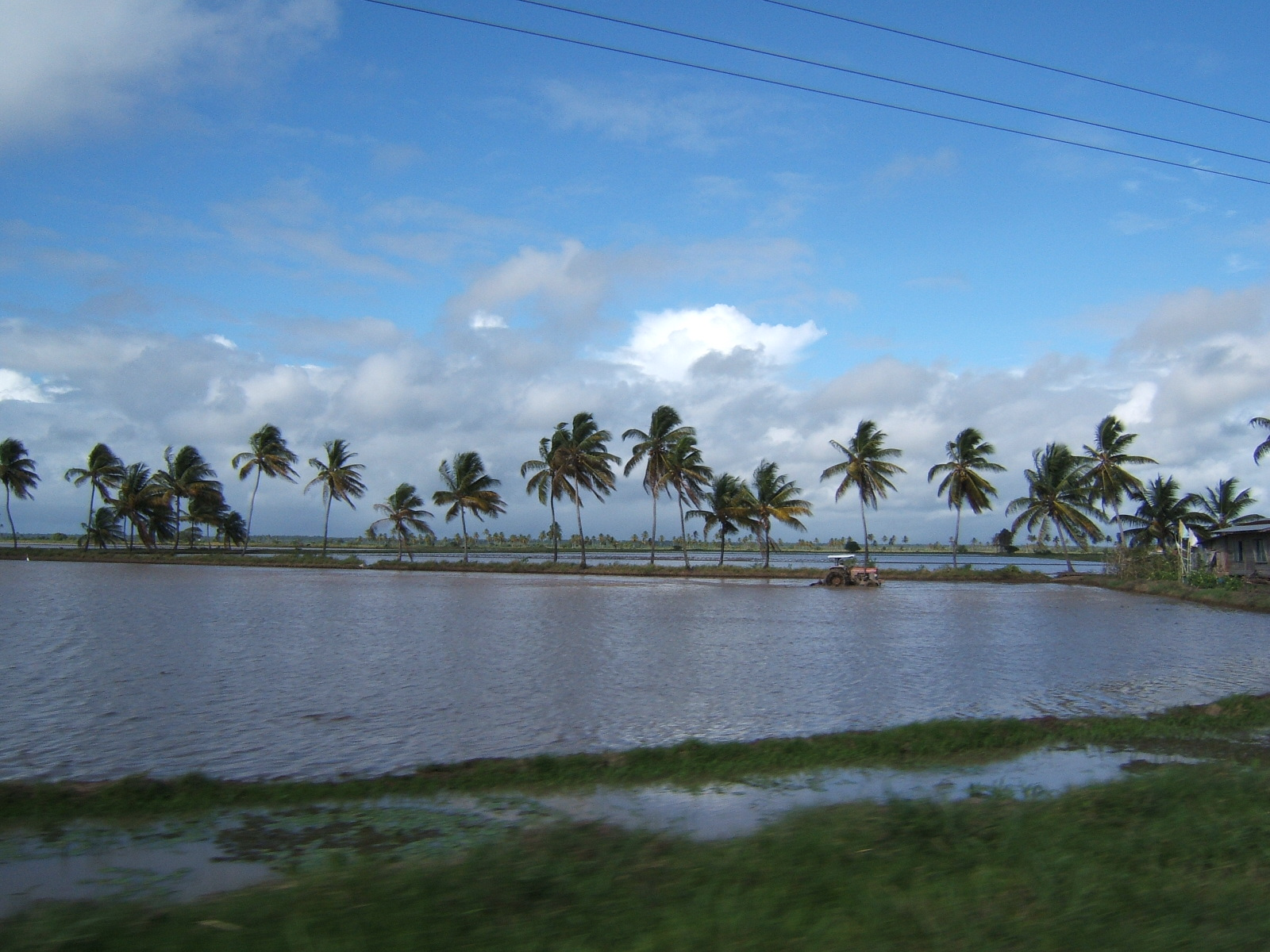
Un tractor en un campo de arroz en Guyana.

El azúcar es el producto históricamente más importante de Guyana; sin embargo, la industria ha ido en declive debido a la competencia global y otros factores. Sigue siendo un producto de exportación importante, junto con sus productos afines, la melaza y el ron. Banks DIH y Demerara Distilleries son los únicos destiladores del país, pero Guyana es el decimocuarto exportador de ron del mundo.
En 2018, Guyana produjo 1,2 millones de toneladas de caña de azúcar, 964 mil toneladas de arroz, 136 mil toneladas de coco, además de menores producciones de otros productos agrícolas, como berenjena (47 mil toneladas), piña (34 mil toneladas) , pimiento (37 mil toneladas), plátano (23 mil toneladas), naranja (21 mil toneladas), yuca (20 mil toneladas), etc.

### Minería
La minería ha superado la importancia económica del azúcar en los últimos años y representa una parte considerable del PIB de Guyana. Las operaciones mineras de oro y bauxita a gran escala son todas de propiedad extranjera, pero la gran proporción de la extracción de oro y diamantes la realizan mineros de pequeña y mediana escala.

### Petróleo
En la década de 2010, importantes hallazgos de petróleo en alta mar por parte de la ExxonMobil renovaron el interés en la inversión extranjera en el país. Una estimación de 2018 predice que los yacimientos petrolíferos de Guyana contienen más de 3.200 millones de barriles. La extracción de petróleo crudo en alta mar comenzó en 2019.
Para 2024, la producción de petróleo en Guyana se había disparado a aproximadamente 645.000 barriles por día (bpd), lo que marca un aumento significativo desde los 98.000 bpd en su año completo inicial de producción. Guyana aumentó la producción de petróleo crudo en un promedio anual de 98.000 b/d de 2020 a 2023, lo que la convirtió en el tercer país productor no perteneciente a la OPEP de más rápido crecimiento durante este período. La expansión de este sector ha contribuido significativamente a la economía nacional, con la industria petrolera impulsando un crecimiento del PIB del 62,3 por ciento en 2022, el más alto a nivel mundial según el FMI. De cara al futuro, Guyana planea aumentar aún más su capacidad de producción a alrededor de 1,3 millones de bpd para 2027 mediante el desarrollo de nuevos proyectos como Yellowtail, Uaru y Whiptail.

### Silvicultura
Guyana contiene los "bosques tropicales vírgenes más grandes del continente". A pesar de los vastos bosques que cubren el país, la industria maderera ha seguido siendo pequeña debido a limitaciones de infraestructura, como carreteras no desarrolladas y electricidad faltante o poco confiable para las operaciones de aserrado.
El país también recibe grandes contribuciones financieras de organizaciones internacionales que buscan proteger los bosques.

### Pesca
La mayor parte de lo que se pesca se consume localmente, pero existe un mercado de exportación considerable para el camarón de océano. La sobrepesca de camarón ha llevado a que el pez marino del Atlántico se convierta en la captura de mayor importancia comercial. La pesca comercial es principalmente marina, ya que la pesca continental se atribuye principalmente a la pesca de subsistencia realizada por los amerindios.